# Kamienica przy pl. Solnym 13 we Wrocławiu
Kamienica przy pl. Solnym 13 – zabytkowa kamienica przy Placu Solnym 13 we Wrocławiu, dawna siedziba drugiego najstarszego we Wrocławiu przedsiębiorstwa bankowego istniejącego nieprzerwanie od XVIII do XX wieku.

## Historia i architektura kamienicy
Kamienica została wzniesiona w połowie XVI wieku. W połowie XVI wieku na parceli znajdowała się kamienica szczytowa, za nią znajdowała się oficyna skierowana kalenicowo do ulicy obecnej ulicy Szajnochy. W 1710 roku była pięciokondygnacyjnym budynkiem o barokowej, czteroosiowej fasadzie zakończonej dwukondygnacyjnym szczytem w formie edykuły z trójkątnym tympanonem. Na gzymsie wieńczącym, po bokach szczytu ustawione były smukłe obeliski. W drugiej połowie XVIII wieku, we wschodniej części kamienicy ja i oficyny znajdował się przejazd.  
W 1725 roku kamienica była własnością Hansa Christiana von Goldbacha. Od 1789 roku aż do 1945 roku w budynku znajdowała się siedziba przedsiębiorstwa bankowo-handlowego „Eichborn & Co. Bankhaus”, istniejącego od roku 1728. W 1795 roku kamienica została połączona z budynkiem stojącym przy ul. Karola Szajnochy 4 tworząc jeden kompleks bankowy.
Po 1826 roku (ale nie później niż w 1832) kamienica została rozebrana, a w jej miejsce wzniesiono nowy klasycystyczny w formie, trzykondygnacyjny, czteroosiowy budynek nakryty płaskim mansardowym dachem z mocno wysuniętym okapem. Fasada miała oryginalną kompozycję sieciowego podziału. W zewnętrznej lewej osi umieszczony był portal z masywnymi dębowymi przeszklonymi drzwiami prowadzącymi do sieni, z której wchodziło się do bankowej sali operacyjnej. W oknach kamienicy i przed drzwiami zamontowane były kraty.
Pod koniec XIX wieku lub w 1900 roku kamienica została przebudowana za sprawą Filippa Moriza Eichborna; zyskała wówczas jedną kondygnację a nad wejściem, na wysokości pierwszej kondygnacji, umieszczono trójboczny wykusz oraz nowe kute kraty do drzwi, z datą „1789” i napisem „Eichborn & Co.”, ozdobione motywem gałęzi dębu ze złoconymi żołędziami. Za prace budowlane odpowiedzialny był wówczas mistrz budowlany Oscar Hasse. W 1905 roku, w części zachodniej, na półpiętrze, oraz w części dziedzińca stworzono salę bankową. Całość nakryto blaszanym dachem. Od strony ulicy Szajnochy, w części parterowej wstawiono wielkie okna. Projektantem tych prac był F. Henry a ich realizację prowadził A Müller.    

## Po 1945 roku
Kamienica nie uległa dużym zniszczeniom. Została szybko wyremontowana. W latach 1945–1957 w jej murach miała siedzibę Wydawnictwo Ossolineum ze Lwowa. W 1989 roku elewacja kamienicy została wyremontowana według projekty architekta K. Klumińskiej. W latach 1990–1991 pomieszczenia budynku zostały zaadaptowane dla potrzeb Wrocławskiej Izby Rzemieślniczej.